# Николаев, Евгений Дмитриевич (театральный художник)
Евгений Дмитриевич Николаев (13 (26) декабря 1913, Минск — 30 декабря 1978 года, Витебск) — белорусский театральный художник, народный художник Белорусской ССР (1967), заслуженный деятель искусств Белорусской ССР (1955).

## Биография
Родился в семье служащего 13 (26) декабря 1913 года в Минске. В 1933 году окончил Витебский художественный техникум, учился у Михаила Эндэ, Владимира Хрусталева, Ивана Ахремчика. Начал работать заведующим бутафорским цехом в БДТ-2 (современный Национальный академический драматический театр имени Якуба Коласа). С 1944 года почти 35 лет был главным художником Белорусского академического театра им. Я. Коласа, оформил свыше 200 спектаклей. В октябре 1967 года Е. Никалаев было присвоено звание народного художника БССР. В 1968 году он получил Государственную премию БССР.
Умер 30 декабря 1978 года в Витебске.